# Louis-Édouard Fouler de Relingue
Louis-Édouard Fouler, comte de Relingue (11 mai 1813, Versailles - 30 avril 1874 au château de Philiomel, Lillers) est un homme politique français.

## Biographie
Fils du général Albert Louis Emmanuel de Fouler, il était un riche propriétaire du Pas-de-Calais et depuis longtemps conseiller général du département, quand il fut élu, le 8 février 1871, le 8e sur 15, représentant du Pas-de-Calais à l'Assemblée nationale, par 137 636 voix (139 532 votants, 206 432 inscrits). La même année (8 octobre), il fut réélu conseiller général de ce département pour le canton de Lillers. Fouler de Relingue siégea à droite, fit partie de la réunion des Réservoirs, et vota : pour la paix, pour les prières publiques, pour l'abrogation des lois d'exil, pour le pouvoir constituant de l'Assemblée, contre le retour à Paris, pour la démission de Thiers au 24 mai, pour l'organisation du septennat. Il décéda avant la fin de sa législature.

## Vie familiale
Il épousa Marie-Louise-Alexandrine Laurens de Waru, fille de Marie-François, garde du corps sous la Restauration et maire de Senlis, et d'Angélique Hermine Alexandrine de Parseval, il eut de cette union : 
- Georges-Marie, marié à Irma Jenny Galland ;
- Marie, mariée à James Madden ;
- Hermine, mariée à André-Jean Laurens de Waru, préfet, puis vice-président de la Compagnie des chemins de fer du Nord ;
- Hélène-Marie, mariée à Marie-Pierre Le Cornier de Cideville, vivant au château de Montois ;
- Marguerite-Marie, religieuse de la Visitation[pas clair] ;
- Jeanne-Marie ;
- Berthe-Marie ;
- Cécile-Marie-Philomèle.

## Sources
- « Louis-Édouard Fouler de Relingue », dans Adolphe Robert et Gaston Cougny, Dictionnaire des parlementaires français, Edgar Bourloton, 1889-1891 [détail de l’édition]